# Crazy Taxi Tycoon
Crazy Taxi Tycoon es un videojuego de simulación económica gratuito desarrollado por Demiurge Studios y publicado por Sega Games para Android y iOS. Fue lanzado el 5 de enero de 2017 para Android y el 31 de marzo de 2017 para iOS. Los servidores se cerraron y el juego se suspendió el 21 de mayo de 2020.

## Jugabilidad
A diferencia de la mayoría de los juegos de Crazy Taxi, el jugador no toma el control de uno de los muchos conductores, sino del gerente propietario de la parada de taxis y los personajes Axel, B.D. Joe, Gena, Gus y otros trabajan para él.
La idea del juego es ganar la mayor cantidad de dinero posible para mejorar a los conductores, obtener nuevos conductores y taxis, desbloquear nuevas partes de la ciudad, cuanto más se desbloquea, más dinero se gana.
La jugabilidad para el jugador es limitada. El jugador puede tocar helicópteros y algunos obstáculos para abrir paso y obtener más dinero, pero en su mayor parte el juego se juega solo.